# アンドロマック

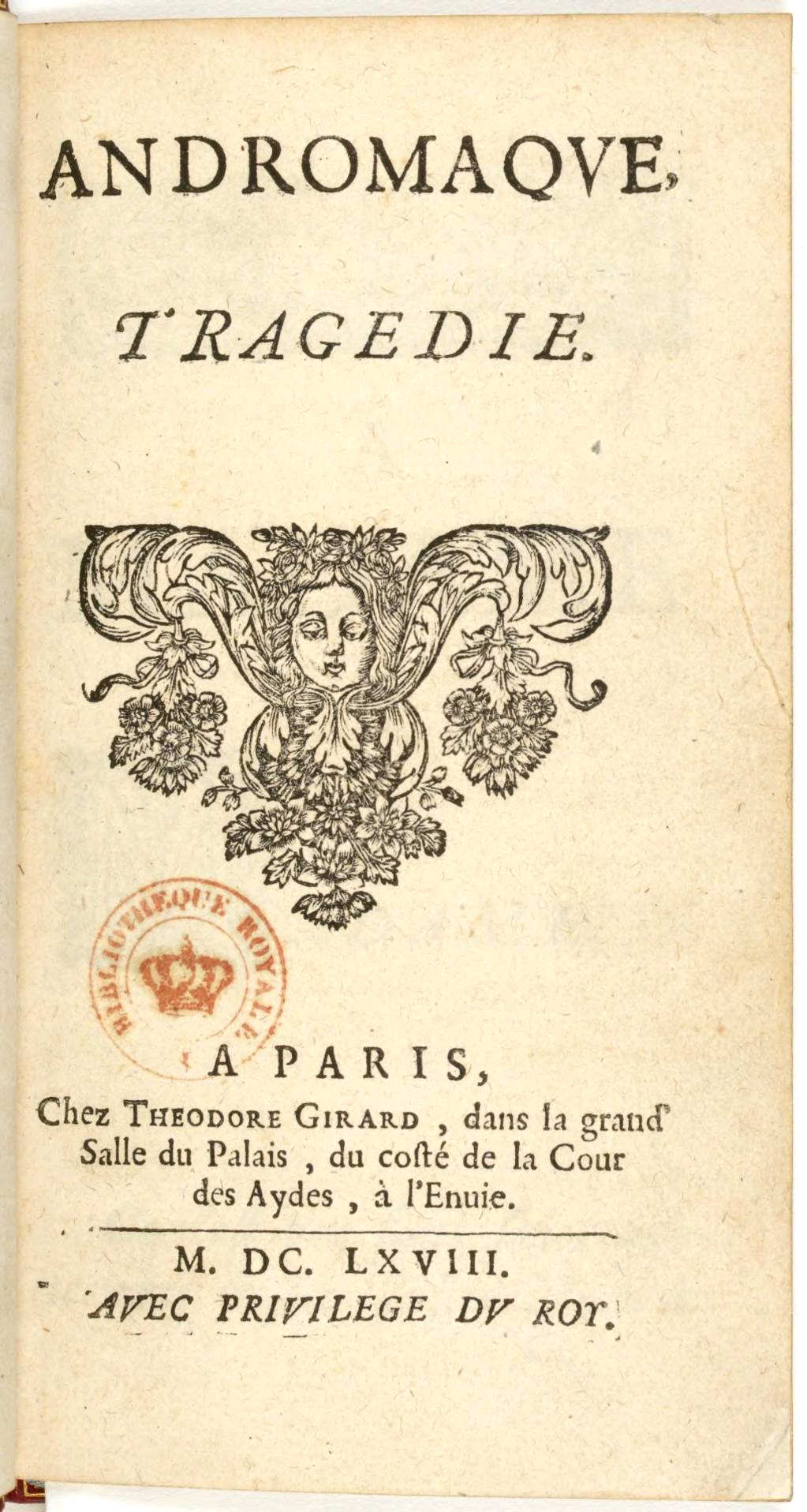
『アンドロマック』1668年版のタイトル・ページ

『アンドロマック』（Andromaque）は、フランスの劇作家、ジャン・ラシーヌ作の悲劇。執筆は1667年。初演はその同じ年の11月17日オテル・ド・ブルーゴーニュ座で、王妃マリー・テレーズ・ドートリッシュのために上演された。

## 解説
アンドロマック（アンドロマケー）を主人公にした劇は、エウリーピデースとウェルギリウスが書いていて、ラシーヌの劇はそれらを元にしている。トロイア戦争で、夫エクトール（ヘクトール）をアシール（アキレウス）に殺されたアンドロマックは、戦利品としてアシールの息子ピリュス（ネオプトレモス）の奴隷となる。ピリュスはスパルタ王メネラス（メネラーオス）の娘エルミオーヌ（ヘルミオネー）と結婚すると思われていた。
ラシーヌの劇の構造は、一方通行の愛の連鎖である。オレスト（オレステース）はエルミオーヌを愛し、エルミオーヌはピリュスを、ピリュスはアンドロマックを、アンドロマックは亡夫エクトールと息子アスティアナクス（アステュアナクス）を愛している。ピリュスの宮廷にオレストが到着したその時から、登場人物たちは激情的に破滅へと向かいだす。前作（『アレクサンドル大王 』1665年）に引き続き、この劇の重要なテーマは「勇ましさ」である。以降、ラシーヌの劇はますます悲劇的要素を濃くし、そして『フェードル』（1677年）で、ついにその頂点を極めることになる。
他のラシーヌの劇と違って、『アンドロマック』の人気が廃れることはなかった。この悲劇は、コメディ・フランセーズのレパートリーの中でも最も由緒ある劇である。さらに、フランスの学校では、劇の古典として、最も多く読まれ、研究されている。上映時間4時間に及ぶジャック・リヴェット監督の『狂気の愛』（1969年）は、舞台『アンドロマック』のリハーサルを中心にして物語が進行する。

## 主な登場人物
- アンドロマック：エクトール（故人）の妻。アスティアナクスの母。
- ピリュス：エピール国王。アシールの子。
- オレスト：アガメムノーンの子。
- エルミオーヌ：オレストのいとこ。ピリュスの婚約者。

## あらすじ
- 第1幕

オレストがピリュスの宮廷に到着する。エクトールの遺児アスティアナクスが将来トロイアの仇を討つ前に亡きものにするよう、全ギリシアの代表として、ピリュスを説得に来たのである。ピリュスは最初その要求を拒む。アンドロマックを愛していたからだが、アンドロマックは亡夫エクトールへの貞節を誓い、ピリュスの求愛を受けつけない。ピリュスは結婚しないならアスティアナクスをギリシアに引き渡すと脅迫する。
- 第2幕

オレストは内心心を寄せていたエルミオーヌに求愛する。エルミオーヌはもしピリュスがアンドロマックと結婚するのなら、その時はオレストと一緒に出国すると答える。ところが、それまでエルミオーヌに無関心だったピリュスが、突然エルミオーヌとの結婚を決めたとオレストに告げる。同時に、アスティアナクスの引き渡しにも応じる。
- 第3幕

オレストは激怒する。一方、アンドロマックはエルミオーヌとピリュスに、息子を助けて欲しいと懇願する。ピリュスはもし自分と結婚してくれるなら、その願いを叶えてやろうと言う。アンドロマックはどうすべきか悩み苦しむ。
- 第4幕

結局、アンドロマックは息子の命を救うために、ピリュスとの結婚を承諾する。しかし、式が終わると同時に自殺することも心に決めていた。一方、エルミオーヌは結婚を破棄されたことの怒りから、オレストにピリュスの殺害を依頼する。
- 第5幕

しかし、エルミオーヌはすぐに自分の言ったことを後悔する。それでもピリュスのことを愛していたのである。エルミオーヌはオレストに計画を中止するよう伝えようとするが、時既に遅く、オレストはピリュスを殺してしまっていた。エルミオーヌは感謝する代わりに、オレストを激しく罵り、自害する。残されたオレストも、復讐の女神たちの呪いで発狂してしまう。